# María Clemente García Moreno
María Clemente García Moreno (Ciudad de México, 11 de octubre de 1985) es una trabajadora sexual, política y activista por los derechos de la diversidad sexual en México. Ocupa un escaño como diputada federal plurinominal para el periodo de 2021 a 2024 en representación de Morena.

## Biografía
María Clemente García Moreno cursó la licenciatura en Administración de Negocios sin haberla concluido.A lo largo de su vida se ha distinguido como activista por los derechos humanos de la población LGBTI y de la diversidad sexual, identificándose como mujer transgénero. Fungió como presidenta del colectivo Agenda LGBT A. C..
Inicialmente militó en el Partido de la Revolución Democrática y a partir de la creación de Morena, se integró en dicho partido. Morena la postuló en 2021 como candidata a diputada federal por la vía plurinominal como representante de la diversidad sexual. Resultó electa para la LXV Legislatura que concluirá en 2024; fue junto con la también diputada de Morena Salma Luévano Luna, las primeras dos diputadas que se identifican como trans. En la Cámara de Diputados funge como secretaria de la comisión de Atención a Grupos Vulnerables; e integrante de la comisión de Diversidad.
Durante su ejercicio como diputada, ha denunciado varios intentos de discriminación que en ocasiones le dieron notoriedad en la opinión pública, uno de los cuales fue cuando denunció malos tratos hacia ella en la cafetería de la Cámara de Diputados. El 31 de marzo de 2022, mientras se encontraba protestando en la tribuna de la Cámara de Diputados por dichos emitidos por el diputado Gabriel Quadri y que fueron considerados como transfóbicos, forcejeó con el también diputado Santiago Creel Miranda, quien presidía la sesión de la Cámara. De forma posterior externó sus disculpas a Creel y a la opinión pública, además de anunciar que se declaraba a partir de ese momento como diputada sin partido, denunciado lo que ella considera hipocresía de los diputados en general, pero incluso del grupo parlamentario de Morena.

## Controversias

### 2022

#### octubre
Durante el mes de octubre, García Moreno fue fuertemente criticada en redes sociales y por la sociedad mexicana tras la divulgación de un vídeo de carácter sexual (felación) y —siendo ella quien los publicó— con el comentario 

"Me encanta que este papacito me pase a ver saliendo de la chamba para relajarse conmigo. Un verdadero macho chambeador, me encanta consentirlo, y darle masajes después que lo atiendo para que se tome una siesta y descanse después de trabajar."
María Clemente García - domingo 2 de octubre, a las 17:01 horas

Así como su posterior justificación aduciendo: 

...que tiene todo el derecho de ejercer su libertad, ya que se trata de "mi vida y mi cuerpo... Mi cuerpo, es mío, solo mío, tengo derecho como todo ser humano al libre desarrollo de la personalidad y a la libre autodeterminación de mi cuerpo. Mi cuerpo es mío, solo mío, ni de mi Esposo, ni de mi novio, ni de la iglesia, ni del Estado"..

Llegando incluso el colectivo Marea Verde a solicitar su remoción.

#### noviembre
El 14 de noviembre en la celebración de la marcha #ElINENoSeToca en defensa del INE por parte de la ciudadanía mexicana, en el trayecto de la Diana Cazadora a la Glorieta de la Palma, García Moreno confrontó a diversos ciudadanos acusándolos de participar en la marcha señalándolos de “nacos”, “muertos de hambre”,  “maricote”, “muertos diabéticos” e “ignorantes” en clara actitud racista, clasista y homofóbica. Cuando fue señalada por la gente que no les profiriera insultos, pues ellos, pagan su salario al ser servidora pública, García Moreno dijo en tono de burla y bailando “y me pagas, y me pagas...”. Ante ello Jorge Triana señaló que 

Después de todo si hubo una persona clasista y racista en la marcha, lo curioso es que fue una diputada de MORENA. Se apersonó en Reforma con el único objeto de agredir a los manifestantes llamándoles 'nacos' y 'corrientes'.
Jorge Triana 12:28 a. m. · 14 nov. 2022

### 2023

#### enero
El 19 de enero fue nuevamente controversia a nivel nacional en Twitter, cuando se publicaron imágenes de García Moreno señalando de "clasistas" y "racistas" a los empleados de un gimnasio de la Ciudad de México cuando no quisieron poner reggaetón en el sonido local y por ello lo reprodujo en su dispositivo móvil a todo volumen y sin audífonos a lo que un ciudadano le había pedido apagarlo ya que iba contra las reglas del lugar acusando a este último de forma racista y clasista llamándolo "(blanco) ñ" denostándolo por su color de piel.

#### septiembre
Durante la discusión para acordar el Paquete Económico 2024 de México, García Moreno habría ocasionado un confrontamiento con miembros del bloque opositor durante la presentación de Rogelio Ramírez de la O —como secretario de Hacienda—, en la cual profirió comentarios discriminatorios y ofensivos a legisladoras tildándoles de «perras», «nacas», «mugrosas», entre otras.

'mugrosa, naca, pobre enana' y 'amarren a tu perra'
María Clemente García Moreno

Tras el altercado, García Moreno, en conferencia de prensa, habría tratado de negar dichas acusaciones —que posteriormente la diputada Melissa Vargas Camacho habría desmentido mediante su cuenta de X al difundir el vídeo y posterior mensaje en donde decía si eran unas perras, pero para defender a México— señalando que era falso “cada quien se asume desde su análisis y su perspectiva” y que ella si era una perra, de AMLO (en referencia al presidente).